# شبنم بوزوکلو
شبنم بوزوکلو (انگلیسی: Şebnem Bozoklu؛ زادهٔ ۲۵ اوت ۱۹۷۹) بازیگر اهل کشور ترکیه است. وی از سال ۲۰۰۱ میلادی تاکنون مشغول فعالیت بوده‌است.